# Pölchow
Pölchow ist eine Gemeinde im Landkreis Rostock in Mecklenburg-Vorpommern (Deutschland). Die Gemeinde wird vom Amt Warnow-West mit Sitz in der Gemeinde Kritzmow verwaltet.
Umgeben wird Pölchow von den Nachbargemeinden Papendorf im Norden, Dummerstorf im Osten, Benitz im Süden sowie Ziesendorf im Westen.
Zu Pölchow gehören die Ortsteile Huckstorf und Wahrstorf.
Die Nähe zu Rostock und die gute Verkehrsanbindung (Ostseeautobahn A 20) ließen die Gemeinde in den letzten Jahren stark wachsen. Zu den zahlreich entstandenen Eigenheimen siedelten sich auch einige Gewerbebetriebe im Ort an.

## Geografie
Die Gemeinde Pölchow ist etwa zehn Kilometer südlich von der Rostocker Innenstadt entfernt. Das Gebiet um die Gemeinde liegt ca. 40 m höher als das Tal der unteren Warnow, das östlich von Pölchow als Landschaftsschutzgebiet ausgewiesen ist.

## Geschichte
Das als Rundling angelegte „Polchowe“ wurde 1275 erstmals erwähnt, die Ortsteile „Hukestorpe“ (Huckstorf) 1314 und „Wardestorpe“ (Wahrstorf) 1337. Ab der Mitte des 19. Jahrhunderts wurden wegen der Tonvorkommen im Gebiet Ziegeleien betrieben. Seit 1894 ist Pölchow an die Bahnstrecke Bad Kleinen–Rostock angeschlossen. Am 1. Juli 1950 wurden die bis dahin eigenständigen Gemeinden Huckstorf und Wahrstorf eingegliedert.
Im Sommer 2007 kam es an dem Haltepunkt zu einem gewalttätigen Überfall von Rechtsextremisten auf Zugreisende, an dem ein damaliger NPD-Landtagsmitarbeiter und -Landesvorstandsmitglied beteiligt war.

## Politik

### Gemeindevertretung und Bürgermeister
Die Gemeindevertretung besteht (inkl. Bürgermeister) aus acht Mitgliedern. Die Wahl zur Gemeindevertretung am 26. Mai 2019 hatte folgende Ergebnisse:
| Partei/Bewerber                              | Prozent | Sitze |
| -------------------------------------------- | ------- | ----- |
| Bürgerinitiative Pölchow-Huckstorf-Wahrstorf | 40,2    | 3     |
| Bündnis 90/Die Grünen                        | 20,8    | 2     |
| Pro Aktiv Gemeinde Pölchow                   | 14,1    | 1     |
| CDU                                          | 12,0    | 1     |
| AfD                                          | 5,6     | 1     |

Bürgermeisterin der Gemeinde ist Irmgard Rautenberg (Bürgerinitiative Pölchow-Huckstorf-Wahrstorf), sie wurde mit 66,2 % der Stimmen gewählt.

### Wappen, Flagge und Dienstsiegel
Die Gemeinde Pölchow führt ein Wappen, eine Flagge und ein Dienstsiegel.
Wappenbeschreibung
„Das Wappen zeigt in Blau einen rechten goldenen Flankenpfahl, begleitet von einem rot gezungten goldenen Greifenkopf über drei (2:1) goldenen Ziegelsteinen.“
Die Ziegelsteine symbolisieren die drei Orte der Gemeinde und ihre Geschichte in Bezug auf die Ziegelherstellung vorrangig im 19. und 20. Jahrhundert. Der Balken steht für die nahe Warnow und der Greif stellt die geschichtlich eng verwobene Historie mit der Hansestadt Rostock dar.
Flaggenbeschreibung
„Die Flagge ist quer zur Längsachse des Flaggentuchs vom Blau, Gelb und Blau gestreift. Die blauen Streifen nehmen je ein Viertel, der gelbe Streifen nimmt die Hälfte der Länge des Flaggentuchs ein. In der Mitte des gelben Streifens liegt das Gemeindewappen, das zwei Drittel der Höhe des Flaggentuchs einnimmt. Die Höhe des Flaggentuchs verhält sich zur Länge wie 3 zu 5.“
Dienstsiegel
Das Dienstsiegel zeigt das Gemeindewappen mit der Umschrift
 GEMEINDE PÖLCHOW • LANDKREIS ROSTOCK •.

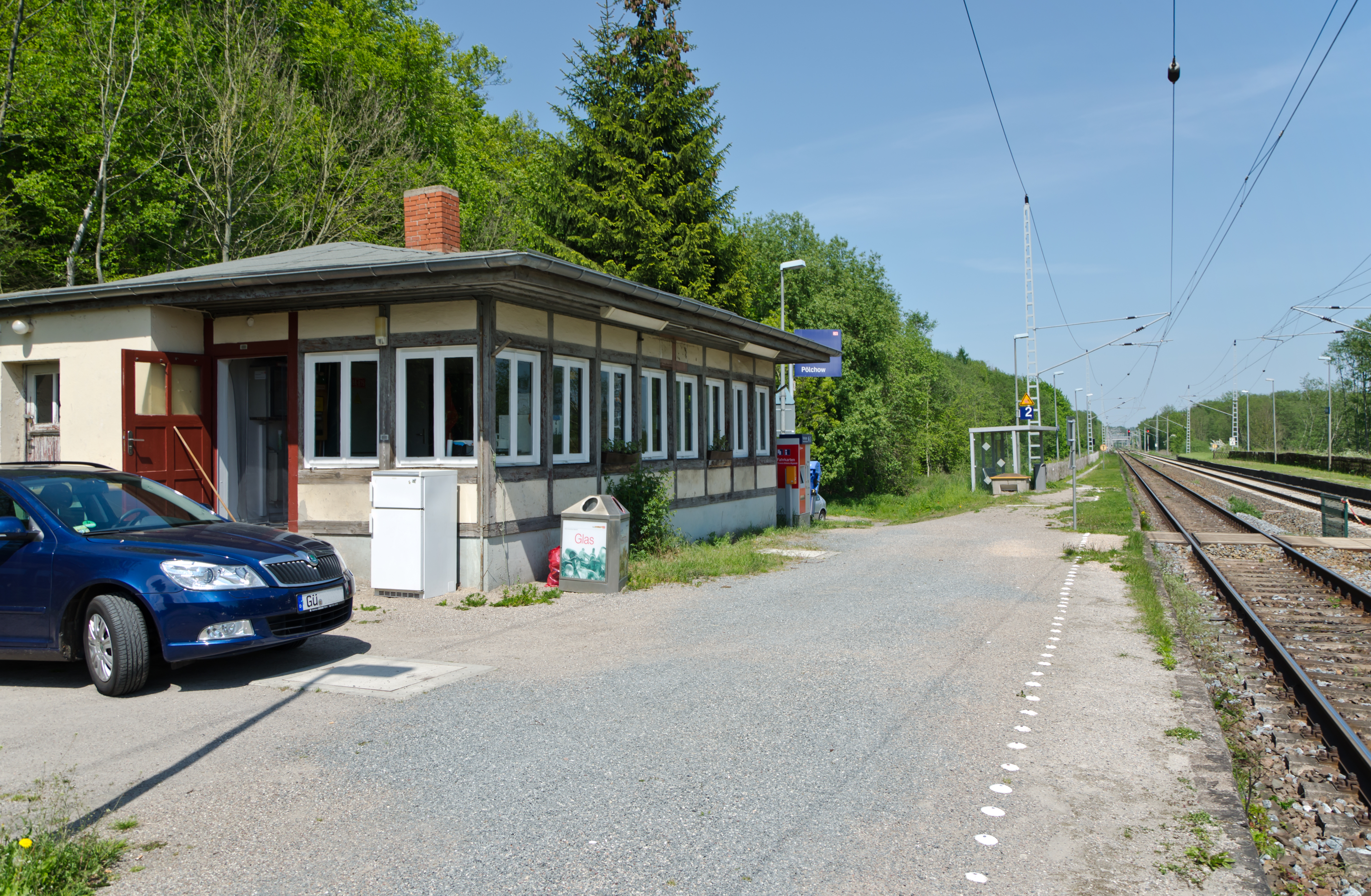
Bahnhof Pölchow

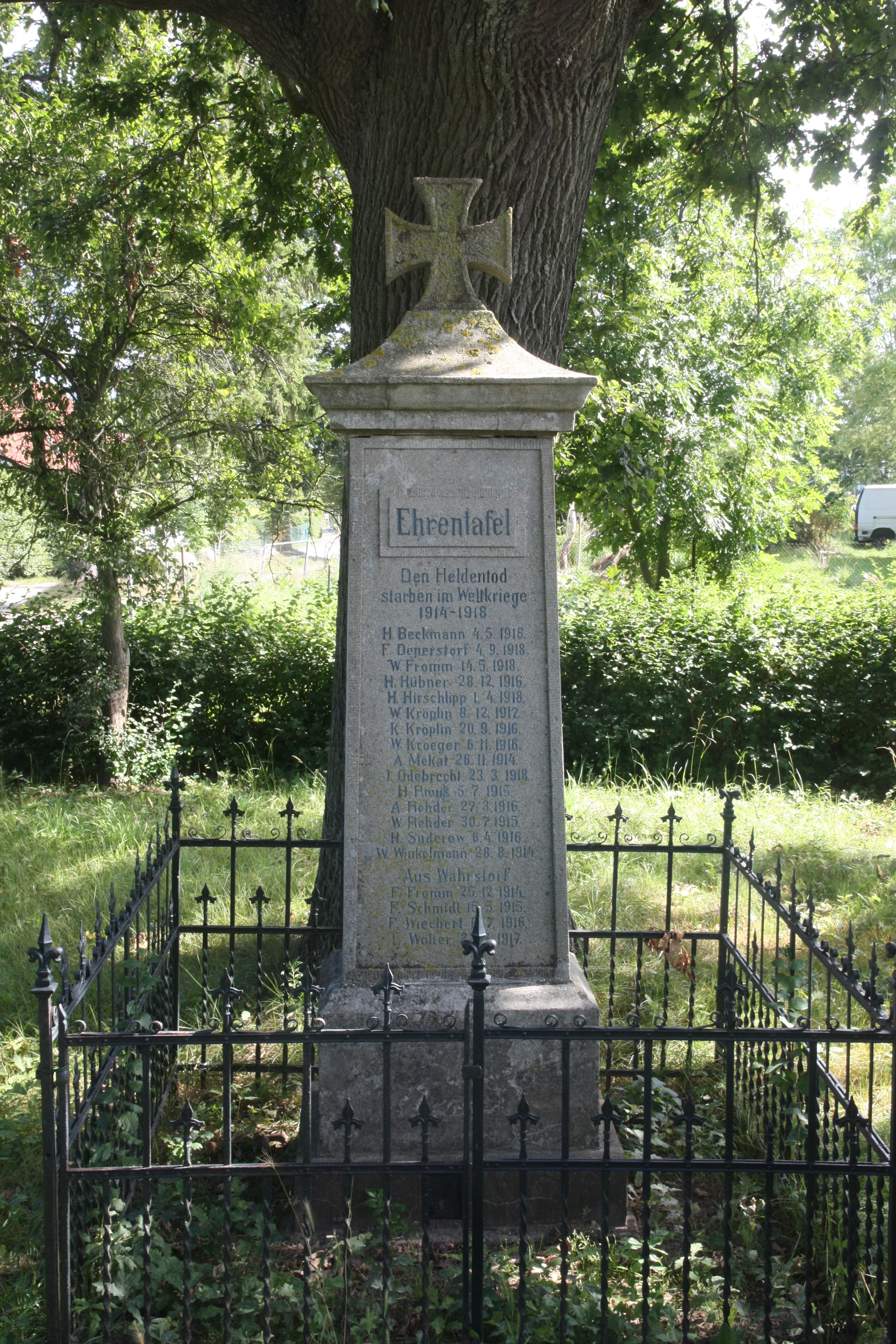
Gefallenendenkmal

Wappen der Gemeinde Pölchow
Hissflagge der Gemeinde Pölchow

## Sehenswürdigkeiten
→ Siehe Liste der Baudenkmale in Pölchow